# Karl Starzacher (Politiker)

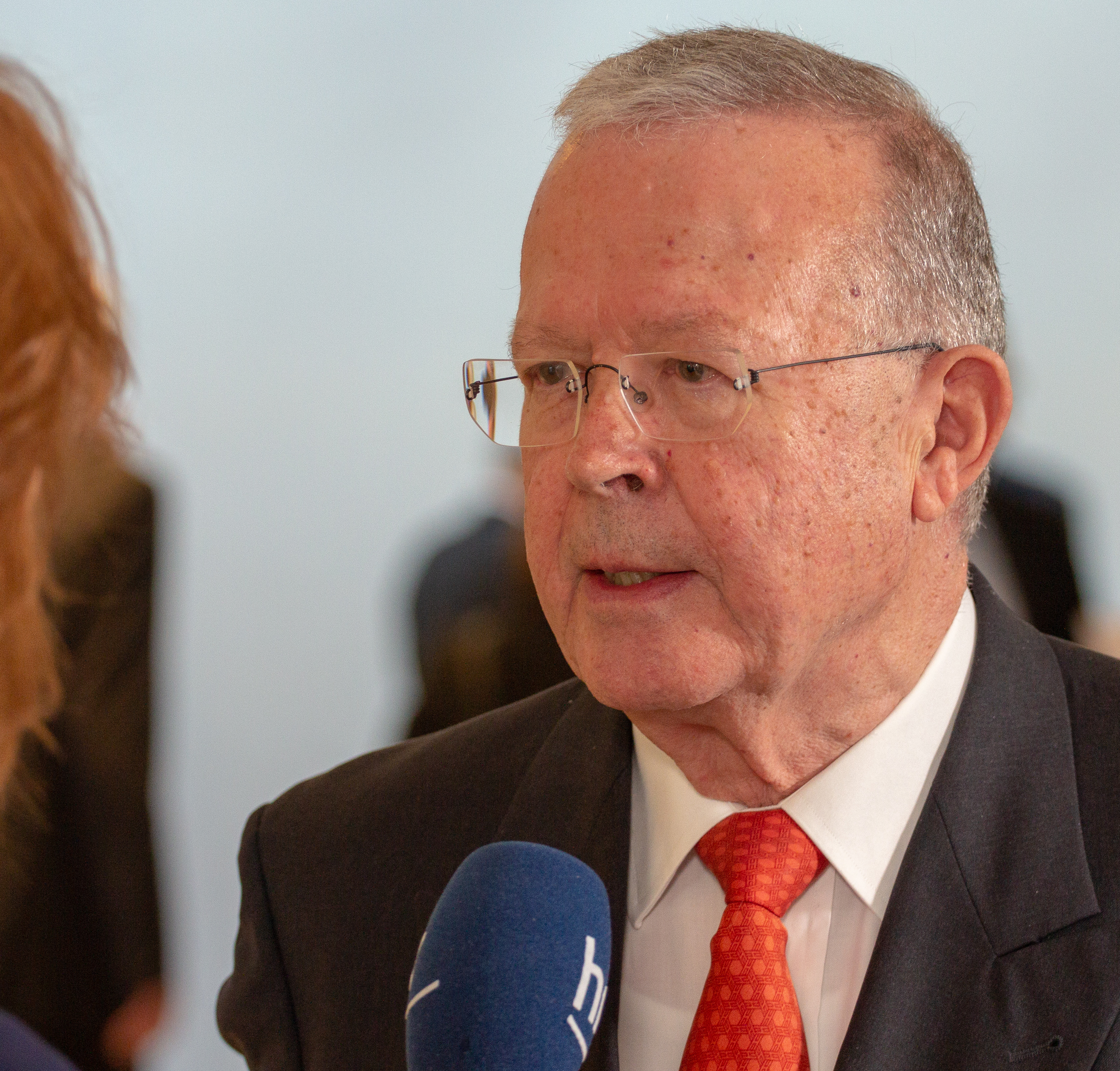
Karl Starzacher (2019).

Karl Starzacher (* 3. Februar 1945 in Sankt Veit an der Glan, Österreich) ist ein deutscher Politiker und Vorsitzender des Landesverbands Hessen des Volksbund Deutsche Kriegsgräberfürsorge e. V.

## Karriereweg
Karl Starzacher ging in Langsdorf und Frankfurt am Main zur Schule. Nach dem Abitur 1964 in Frankfurt am Main studierte er an der Universität Frankfurt am Main Rechtswissenschaften. Nach dem 1. Staatsexamen (1969) arbeitete er als wissenschaftlicher Mitarbeiter an der Johann-Wolfgang-Goethe-Universität in Frankfurt und an der Justus-Liebig-Universität Gießen und legte 1975 die zweite juristische Staatsprüfung ab. Danach arbeitete er als Referent in der Hessischen Staatskanzlei und ab November 1976 im Hessischen Justizministerium.
Seit 1969 ist er Mitglied der SPD. Er war Ortsvereinsvorsitzender in Langsdorf und später in Lich. Kommunalpolitisch war er Gemeindevertreter in Langsdorf, wo er Fraktionsvorsitzender der SPD war und später Stadtverordneter in Lich. Er gehörte dem Kreistag des Landkreises Gießen an und führte dort von 1981 an die SPD-Fraktion. Vorher war er von 1979 bis 1981 Kreistagsvorsitzender gewesen.
1978 wurde er für den Wahlkreis Gießen II Mitglied des Hessischen Landtages. Ab dem 26. Juni 1984 war er stellvertretender Vorsitzender und von 1987 bis 1991 Parlamentarischer Geschäftsführer der SPD-Fraktion. Vom 5. April 1991 bis 5. April 1995 war er Landtagspräsident. Von 5. April 1995 bis 7. April 1999 war er hessischer Finanzminister. Im letzten Jahr seiner Amtszeit war er Vorsitzender der Finanzministerkonferenz.
Er war Mitglied der 9. und 10. Bundesversammlung.
Nach seiner Zeit als aktiver Politiker war er bis Mai 2003 Vorsitzender des Vorstands der RAG Aktiengesellschaft. Vom 1. April 2008 bis 31. August 2009 war Karl Starzacher Präsident der Hochschule Fresenius, Idstein. Von 2009 bis 2021 hatte er den Vorsitz des Hochschulrates der Justus-Liebig-Universität Gießen inne.

## Ehrungen
Karl Starzacher erhielt 1987 das Bundesverdienstkreuz am Bande. Ministerpräsident Volker Bouffier verlieh Karl Starzacher am 5. November 2010 die Wilhelm-Leuschner-Medaille für Verdienste um die Deutsche Einheit. Am 20. Februar 2014 zeichnete ihn Ministerpräsident Volker Bouffier mit dem Hessischen Verdienstorden aus. Die Justus-Liebig-Universität Gießen ernannte Starzacher 2022 zum Ehrensenator.

## Schriften
- zusammen mit Konrad Schacht (Hg.): Rechtsextremismus: Ursachen, aktuelle Entwicklungen, Auseinandersetzungen. Fachtagung der Hessischen Landeszentrale für Politische Bildung in Zusammenarbeit mit dem Hessischen Landtag am 26. Mai 1993 im Hessischen Landtag in Wiesbaden. Wiesbaden 1995.
- mit Winfried Hassemer: Datenschutz und Stasi-Unterlagen: Verdrängen oder Bewältigen? Nomos, Baden-Baden 1993. ISBN 978-3-7890-2863-2
- (Hg.): Protestwähler und Wahlverweigerer. Bund, Köln 1992. ISBN 978-3-7663-2386-6